# Pedro Gonçalves Oliveira
Pedro Gonçalves Oliveira (* 11. Dezember 2002 in São Paulo), auch bekannt als Pedrão, ist ein brasilianischer Fußballspieler.

## Karriere
Pedrão erlernte das Fußballspielen in den brasilianischen Jugendmannschaften von EC Água Santa, AD São Caetano und Atlético Monte Azul. Seinen ersten Vertrag unterschrieb er am 1. Januar 2023 bei seinem Jugendverein Atlético Monte Azul in Monte Azul Paulista. Nach drei Monaten wechselte er nach Bebedouro zu AA Internacional. Im Juli 2023 zog es ihn nach Hongkong. Hier unterschrieb er einen Vertrag beim Erstligisten North District FC. Sein Erstligadebüt gab er am 19. August 2023 (1. Spieltag) im Auswärtsspiel gegen den Resources Capital FC. Bei dem 1:1-Unentschieden stand er in der Startelf und spielte die kompletten 90 Minuten.